# Cyrille Heymans
Cyrille Heymans (ciutat de Luxemburg, 4 de març de 1986) és un ciclista luxemburguès que fou professional del 2007 al 2012.

## Palmarès
- 2005
  - Medalla de bronze a la prova en ruta als Jocs dels Petits Estats d'Europa
- 2008
  -  Campió de Luxemburg sub-23 en ruta